# Halslösningsgåta
Halslösninggåta är en traditionell, enepisodisk gåtberättelse om hur en utsatt (dödsdömd) man räddar sig själv till livet genom att ställa en gåta som hans motpart inte kan lösa. 

## Halslösningsgåtor
Korta historier av denna typ har i olika varianter förr varit känd genom hela Europa, Mellanöstern och Nya Världen. Berättelsen handlar i regel om en dödsdömd fånge (eller någon som talar i hans ställe) som står inför en överman och ställer en gåta som denne inte kan gissa – varpå han återfår sin frihet. Vad som karaktäriserar dessa historier är att gåtorna i dem inte fungerar självständigt, utan får sin logik från det narrativ som omger dem. I Europa är situationen med fången och domaren vanligast, medan det i Amerika förekommit att handlingen istället utspelar sig mellan slav och slavägare. Även andra konstellationer, till exempel i den isländska Hervarar saga, undersåte mot konung,  förekommer. 
En svensk variant av berättelsen insamlad vid 1900-talets början lyder:
”En man var dömd till döden, men skulle få behålla livet om han kunde uttala en gåta som ingen annan kunde gissa. Han gick ut och kom tillbaka och hans gåta lydde: 
Den livlöse åt upp den ofödde
under jord och under sol
under rinnande vatten
högt uppe i ett träd”
Lösning: Fången själv var den livlöse – dömd från livet. Ute på backen möter han en dräktig sugga, henne slaktade han och tog ur buken en nyfödd gris. Sedan började det regna, så han lade en jordtorva på huvudet, klättrade upp i ett högt träd och åt upp grisen.
Varianter på denna situation och gåta har varit mycket populära, i synnerhet i germansk-talande områden.
En annan version av historien med anor tillbaka till antiken som oftare uppträder i Sydeuropa – en kvinna som inför domaren bedjer för sin faders liv med det gåtfulla uttalandet:
Först var jag en dotter, nu är jag en moder
Lösningen är att kvinnan sedan en tid hållit sin far vid liv i fängelset genom att ge honom di från sitt eget bröst genom en spricka i fängelsemuren.
Fler varianter av gåtan finns, och forskare har konstaterat att dessa ofta återkommer till tabubelagda eller semi-religiösa teman, såsom oföddhet, livet–och–döden, upp–och–nervända–världen, incest etc.

## Halslösningsmotivet
I bredare bemärkelse kan man säga halslösning utgör ett motiv som hittas inom europeisk sagotradition. Här handlar det om att en person av låg börd/underläge lyckas gissa en svår/omöjlig gåta – eller omvänt, ställa en som den andre inte kan lösa; för detta räddas han eller hon till livet eller vinner en avgörande seger av något slag. Tävlingen mellan gåtgissare och gåtställare utgör ett narrativt klimax i berättelsen. Exempel på sådana sagor är  Rumpelstilskin (ATU 500), Profetsian om en stor rikedom (ATU 725), Djävulens gåta (ATU 812), Prinsessan som inte kunde gissa gåtan (ATU 851), Den mystiske utlånaren (ATU 822) och (ATU 857) Lusskinnet.

### Prinsessan som inte kunde gissa gåtan
Sagan om Prinsessan (ATU 851) som inte kunde gissa gåtan är en saga känd över hela Europa och Mellanöstern sedan 2 000 år. Historien berättar om en ung man ger sig ut på äventyr, upplever märkliga ting och sedan kommer till en stad; där en prinsessa har låtit kungöra att vem helst som kan ställa en gåta hon inte kan lösa ska bli hennes brudgum – men den som misslyckas ska döden dö. Mannen går inför henne och beskriver i gåtfulla ordalag händelser från sin egen resa. Beroende på vilken ekotyp av sagan man läser – vilka händelser han upplevt –  varierar den slutgiltiga gåtan mycket. T.ex. i versionen upptecknad av bröderna Grimm säger mannen: 
En dräpte ingen, men dräpte ändock tolv
Uttalandet återknyter till hur mannen tidigare på sin färd kommit till en häxas hem, hon försökte förgifta honom men råkade istället döda hans tjänares häst. Kadavret åts av korpar som mannens tjänare sköt, och senare gav till en värdshusvärd. Tillsammans med ett band av 12 stycken rövare hade värdshusvärden  planerat att mörda hjälten, men tillagade först korparna till middag. Eftersom korparna bar på giftet från hästen förgiftas de alla och dog. . 
Oavsett vilken version man läser kvarstår det faktum att prinsessan inte lyckas tyda manens uttalande och stressad hon ber om tre dagars betänketid. I hopp om att mannen kanske ska avslöja gåtans svar i sömnen sänder prinsessan två nätter i rad sina kammartjänarinnor till hans nattläger för att försöka få det ur honom. Båda misslyckas och slutligen går prinsessan själv. Hjälten som under hela tiden varit medveten om hennes försök avslöjar nu ”i sömnen” svaret för henne. Han griper dock tag i något av hennes klädnader och vägrar släppa – så detta får hon lämna kvar hos honom. Nästa morgon står prinsessan i begrepp att avslöja gåtans svar, men mannen ställer då en till gåta till henne som i gåtfulla ordalag beskriver vad som pågått under de tre nätterna, och att han har ett av hennes klädstycken som bevis. Prinsessan förstår vad han menar, och inför utsikten att förlora sin heder väljer hon därför att gifta sig med honom.